# Talia Shapira
Talia Shapira (Ramat Gan, mandato británico de Palestina, 6 de agosto de 1946-Tel Aviv, 24 de enero de 1992) fue una gran actriz israelí.
Conocida por Hagiga B'Snuker (1975), Jesus, por su papel como María Magdalena (1979) y Sipurei Tel-Aviv (1992).